# Kazuhisa Hashimoto
Kazuhisa Hashimoto ( em japonês:  橋本和久, transl. Hashimoto Kazuhisa 15 de novembro de 1958 - 25 de fevereiro de 2020) era um desenvolvedor de videogame japonês, mais conhecido por ter criado o Código Konami, um código de truque usado em vários videogames que normalmente concede ao jogador vidas extras ou outros benefícios.

## Carreira
Hashimoto ingressou na Konami junto com vários outros recém-formados em 1981. Naquela época, a Konami estava focada em produtos que funcionavam com moedas, como jogos de medalha, e Hashimoto começou ajudando a desenvolver as placas de circuito para esses jogos. A Konami expandiu-se nos anos seguintes para jogos de arcade, tendo jogos bem-sucedidos como Scramble e Super Cobra, mais tarde trouxe esses jogos para o Nintendo Entertainment System (NES). De acordo com Hashimoto, o foco da empresa na época continuava sendo as máquinas opcionais, com funcionários experientes designados para essa área de negócios. As novas contratações foram adiadas para o desenvolvimento do lado de videogame da Konami com pouco treinamento ou instrução formal. Depois que o Super Nintendo Entertainment System (SNES) chegou em 1990, a Konami contratou desenvolvedores experientes de videogames e ajudou a estabelecer mais rigor no processo de desenvolvimento.  
Um dos primeiros jogos do NES em que Hashimoto trabalhou foi a conversão do jogo Track & Field, um projeto que levou seis meses entre ele e outro programador. Mais tarde, voltou ao jogo para ajudar a projetar um controlador especial para usar no jogo, pois os jogadores relataram que era doloroso usar o controle NES padrão. Gradius também foi o porto de um jogo de arcade que eles receberam ordens de fazer, o que levou Hashimoto e três outros menos de seis meses para serem concluídos. Outros jogos que Hashimoto havia desenvolvido na Konami incluíam The Goonies para NES e The Legend of the Mystical Ninja.

Hashimoto continuou a trabalhar na Konami pelo resto de sua vida e tem créditos em pelo menos nove jogos. Entre outros títulos, ele trabalhou na série International Superstar Soccer. Ele também foi vice-presidente executivo da Star Online.

O Código Konami

Hashimoto é amplamente reconhecido como o criador do Código Konami. Criou o código inadvertidamente enquanto trazia a versão arcade de Gradius para o NES em 1986. Hashimoto sabia que a versão arcade do jogo era muito difícil e que provavelmente não a terminaria, então adicionou uma sequência de pressionamentos de botão que se lembrava facilmente, dando à nave que ele controlava no jogo toda a gama de power-ups para que ele poderia facilmente concluir o jogo para fins de testes internos. Ele pretendia remover o código de programação para essa sequência antes do jogo ser lançado, mas o jogo foi enviado com o código incluído. Alguns jogadores de Gradius descobriram a sequência de Hashimoto e a relataram de volta à Konami, e tornou-se popular o uso da sequência de Hashimoto em futuros títulos da Konami por outros desenvolvedores. A maior conscientização do público sobre esse código da Konami veio com a popularidade mundial do Contra em 1988, na qual a inserção do código deu ao jogador vidas adicionais.
Hashimoto morreu em 25 de fevereiro de 2020, conforme relatado pela Konami e pelo seu amigo, Yuji Takenouchi.